# 菅原文太
菅原 文太（すがわら ぶんた、英︰Bunta Sugawara、1933年〈昭和8年〉8月16日 - 2014年〈平成26年〉11月28日）は、日本の俳優・声優・ラジオパーソナリティ・農業従事者である。
キャリアを始めた時は、その身長（178cm）を活かしファッションモデルとして活躍。
その後の俳優としての出演作品は非常に多く（#出演作品）、映画のシリーズものとしては具体的には「現代やくざシリーズ」、『関東テキヤ一家』シリーズ、『まむしの兄弟』シリーズ、『仁義なき戦い』シリーズ、『トラック野郎』シリーズなどがある。俳優としていわゆる「下積み」の時代が長かったが、39歳の時に公開された映画『仁義なき戦い』の大ヒットで有名になり、俳優としての地位を確立した。特に『仁義なき戦い』シリーズと『トラック野郎』シリーズは大人気シリーズとなり一世を風靡した。『太陽を盗んだ男』の演技により、1980年、第3回日本アカデミー賞助演男優賞を受賞。テレビドラマでも活躍し、NHKの大河ドラマにも複数出演（#テレビドラマ）、『獅子の時代』では主人公の平沼銑次を演じた。劇場版アニメ『千と千尋の神隠し』や『ゲド戦記』にも声で出演。
60代に入ると田舎暮らしや農業へと関心が向かい、1998年には岐阜県大野郡清見村（現・高山市）に移住、2009年から山梨県へ移り農業生産法人「竜土自然農園おひさまの里」を設立し、農産物の生産に従事。有機農業に取り組み、食の安全や命の大切さを人々に訴えた。
愛称は文ちゃん・文太兄い。

## 生涯

### 生い立ち
仙台市河北新報社で記者をしていた菅原芳助（なお「狭間二郎」として洋画家や詩人としても活動していた）を父に、1933年（昭和8年）8月16日（水曜日）、宮城県仙台市に生まれた。4歳から小学校4年までは東京府（現・東京都）育ち。
1943年（昭和18年）に父親が出征すると、父親の実家がある宮城県栗原郡一迫町（現・栗原市）に疎開し、（旧制）宮城県築館中学校卒業まで同地で過ごした。1949年（昭和24年）、学制改革による新制高校の発足により、県内屈指の名門校である宮城県仙台第一高等学校に入学。同校では新聞部に所属した。同校の同級生には三浦弘彰（後の栗駒町長）、一学年下には樋口陽一（法学者）や同じ新聞部の井上廈（劇作家：井上ひさし）がおり、同校に隣接する宮城県第二女子高等学校には、後に共演することとなる若尾文子がいた。

### 芸能界へ
早稲田大学第二法学部法学科に進学。在学中に中原淳一のモデルとなり、1954年（昭和29年）、旗揚げしたばかりの劇団四季に1期生として入団、初期の作品に端役として多数出演した。1955年（昭和30年）、早稲田大学を中退。同年、KR劇団4期生の採用試験を受けるが落選。1956年（昭和31年）に東宝の映画『哀愁の街に霧が降る』でデビュー。1957年（昭和32年）に岡田眞澄・旗昭二・池田二郎ら総勢8名で、日本初の男性専門モデルクラブ・SOSモデルエージェンシー（ソサエティ・オブ・スタイル）を設立し、雑誌やショーのファッション・モデルをしながら1958年（昭和33年）に喫茶店で新東宝の宣伝部員にスカウトされ、映画俳優になる決心をし、新東宝に入社。同年『白線秘密地帯』で本格映画出演。
長身の新人二枚目スターの一団「ハンサムタワーズ」の一人として、吉田輝雄・高宮敬二・寺島達夫らと共に売り出された。主演作も多かったが、当時の新東宝は経営不振で低予算映画が主力路線だったため、世間的な知名度はそれほど高くなかった。この時代の映画としては『九十九本目の生娘』や1960年（昭和35年）の正月映画『女奴隷船』に主演して丹波哲郎とのアクション対決を演じた。
1960年に入ると、新東宝の経営が傾き、組合争議によって2回にわたり24時間ストが行われる。菅原はこの組合争議では陣頭で交渉役を任じている。
1961年（昭和36年）に新東宝が倒産したため、ハンサムタワーズのメンバーと共に松竹へ移籍。メロドラマやホームドラマなど、女優主体の企画が多い松竹では脇役に甘んじる状態が続く中、1965年（昭和41年）の『血と掟』で共演した安藤昇と親しくなり、安藤の経営する青山のレストランに通い、プライベートな相談を持ちかける。安藤からの紹介で、東映のプロデューサー・俊藤浩滋に会い、1967年（昭和42年）に東映へ移籍。

### 東映時代
ファッション・モデル出身のため、東映移籍直後は「気取りやがって、あの野郎」などと陰口を叩かれた。菅原とよく飲んだという誠直也は「東映の生え抜きじゃないから、苦労もしたんじゃないかな」と述べている。八名信夫は「我関せず、というのが文ちゃんだった。多くの役者が使ってもらいたいからと演出家に媚びていたけど、文ちゃんはそういうところが全くなかった」と証言している。ほとんどセリフの付かない役ばかりで、役を貰えないかと新東宝仲間である石川義寛監督の下宿を訪ねることもあったといい、『怪猫呪いの沼』（1968年、東映京都）での端役も、石川監督が気の毒がって起用したものだったという。菅原は同じ東映の高倉健とは学年では3歳下、大映の市川雷蔵、勝新太郎は学年で2歳下、日活の石原裕次郎は学年で1歳上にあたり、ほぼ同世代の各社スターが綺羅星の如く活躍する姿に焦りを感じていた。鶴田浩二・高倉健に続く任侠映画スターの売り出しを考えていた岡田茂東映映画本部長に抜擢され、1969年（昭和44年）『現代やくざ 与太者の掟』で、東映初主演。この「現代やくざシリーズ」は1972年（昭和47年）まで続く作品群で、ヤクザを美化した従来の任侠映画ではなく、現実的な「ワル」を主人公にしたものであり、後の実録映画の先駆けとなった。また、1969年から始まる『関東テキヤ一家』シリーズ、1971年（昭和46年）からは『まむしの兄弟』シリーズに主演。
1973年（昭和48年）から始まった『仁義なき戦い』シリーズで、東映を代表するスターのひとりになった。『仁義なき戦い』との出会いは39歳のとき。遅れてきたドル箱スターの誕生であった。映画史に残る作品にもなったこのシリーズのヒットで東映は任侠路線から実録路線に転換、1974年（昭和49年）末からスタートした『新仁義なき戦い』シリーズや1975年（昭和50年）に始まる『トラック野郎』シリーズ（一番星・星桃次郎 役）もヒットした。

### テレビドラマ・声優
新東宝時代より長らく映画に専念してきたが、1980年（昭和55年）に大河ドラマ『獅子の時代』に主演。その後、大河ドラマでは『武田信玄』の板垣信方、『徳川慶喜』の徳川斉昭、『元禄繚乱』の細川越中守綱利、『利家とまつ〜加賀百万石物語〜』の前田利昌で出演した。1981年（昭和56年）に映画『青春の門』、『炎のごとく』に主演。その後は刑事ドラマなど、テレビドラマの主演・助演をしていた。東映時代は接点がなかった市川崑作品でも常連となっている。
1998年（平成10年）から約10年間、岐阜県大野郡清見村（現・高山市清見町）に移住。農業政策等に高い関心を示し、多数の講演活動も行った。また、ナレーター・アニメーション・コンピュータゲームの声優もこなすなど、幅広く活躍した。
2001年（平成13年）に俳優の長男菅原加織を鉄道の踏切事故で亡くし、周囲に「もう仕事したくない」と漏らしていたが、2003年（平成15年）放送のテレビドラマ『高原へいらっしゃい』で復帰。同年公開の映画『わたしのグランパ』で9年ぶりの最後の主演を果たした。
2007年（平成19年）に膀胱癌が判明し、筑波大学附属病院にて手術せずに放射線や陽子線治療による膀胱温存療法を受けた。

### 東京への嫌悪と田舎暮らし
1980年代ごろに日本映画界、特に東映がアクション映画やポルノやテレビに乗り出してゴタゴタしているのを見ているうちに、そんな混乱を生み出している原因である、すっかり都会化し商業主義的になった東京が嫌いになり、消費社会というものに強い疑問を感じるようになり、一方でもともと岐阜には別荘を買って持っていたので、東京から離れるために、1998年にその岐阜県清見村に妻と一緒に移住し、田舎暮らしを始めた。

### 俳優引退
2009年（平成21年）より山梨県韮崎市で耕作放棄地を使って農業を始める。当時、俳優業は「半分引退した」と語った。
2012年（平成24年）2月初旬、2013年1月に公開予定の『東京家族』（監督・山田洋次）主演から既に降板したことを発表。2月23日に都内で行われた「第64回日本消防協会定例表彰式」に出席した際にプレスインタビューに応じて映画を降板した理由として、クランクイン直前に東日本大震災が発生。故郷の宮城県をはじめ被災地で、公私ともに苦しい生活の続く人々が多いなか「どういうテーマであれ、今は映画を撮っている時じゃない。それは（山田洋次）監督も同じ考えだった」と語った。菅原はこの席で震災以後、劇映画の存在理由が見いだせないことを語った上で、自身が震災直前まで都内の病院に入院していたことも告白している。
2012年（平成24年）11月13日、菅原が名誉顧問を務める民間非営利団体「ふるさと回帰支援センター」の設立10周年記念講演の席上で、56年に及ぶ役者生活にピリオドを打った旨を明らかにした。この時「デジタルはお断り」というコメントも発表しており、映像製作環境の変化にも言及している。12月5日には有志らとともに国民運動グループ「いのちの党」を結成し、代表として活動した。なお、以前より噂されていた政界への進出は完全否定をした。入院直前の11月1日には、沖縄知事選候補の翁長雄志の応援演説に出席していた。
また、自分の「がん完治」体験を元に、「がん克服」をテーマにした講演を入院直前まで度々行っている。第46回衆議院議員総選挙（12月16日投票）にあたっては、小沢一郎らが結党した日本未来の党の賛同者に名を連ねたほか、松本龍の個人演説会で応援演説を行なった。
引退宣言以降もラジオでレギュラー番組『菅原文太 日本人の底力』のパーソナリティ、テレビドキュメンタリーのナレーターやCM出演などは務めており、2012年7月公開のアニメ映画『おおかみこどもの雨と雪』にも声優として出演、これが菅原の遺作となった。2015年7月公開の映画『未来シャッター』（監督・高橋和勧）に内諾していたナレーターは、宇梶剛士が遺志を引き継いで出演している。

### 入院〜死去、追悼
2014年3月14日（金曜日）午後6時5分に俳優の宇津井健が死去した際に、菅原は追悼文を寄せている。
2014年11月13日に定期健診で病院へ行きそのまま入院。入院中に俳優の高倉健の死去（2014年11月10日没）を知り、『健さん、東映、映画のことは時間を置いて自分で（思いを）書きます』と関係者に伝えていたという。しかし11月28日午前3時、転移性肝がんによる肝不全により東京都内の病院で死去。享年82（満81歳没）。晩年は山梨県北杜市に住んでおり、11月30日に福岡県太宰府市の太宰府天満宮祖霊殿で家族葬を行った。12月1日、菅原文太の死去を発表するに際し、妻が東映を通じてコメントを発表した。高倉と並び東映任侠映画の巨頭として、ブームの立役者であった菅原も高倉の後を追うかのように鬼籍に入った。
千葉真一とは『日本暗殺秘録』『仁義なき戦い 広島死闘篇』など映画10作品とテレビドラマ1作品で共演し、千葉が監督した『リメインズ 美しき勇者たち』に菅原が出演するなど、公私共に親交があった。菅原の訃報を聞いた千葉は「（高倉）健さんに続いてなので、自分が滅入ってしまいます。もっと元気でいてほしかった。お二人とも日本の宝ですから。寂しい、その一語です」と悲しみに暮れた。『仁義なき戦い』『県警対組織暴力』などで共演し、プライベートでもよく酒を飲み交わしていたという松方弘樹は「追いつきたかった先輩だが、自分のピークの時にも脇に回ってくれ、そういう度量の大きさと裏表がない人だった。早いよ…」と天を仰ぎ、同じく梅宮辰夫は「妻と初めてデートした時に付き合ってくれて、黙って飲んでいた。残り少ない昭和の映画スターが消えていくのは悔しいし悲しい」と肩を落とした。映画『トラック野郎シリーズ』で共演した愛川欽也は菅原の訃報に接して記者会見を行い、「きょとんとしちゃってるよ。ビックリしてます」と驚き、「鈴木則文監督も死んじゃったし、（トラック野郎の関係者は）だんだんいなくなるのかな…」とショックを隠しきれない様子で故人を偲んだ。愛川も菅原の後を追うかのように、翌2015年4月15日午前5時11分に死去（享年80）している。同じく共演したせんだみつおは「すごい知的な方で、学校の先生のような口調でお話下さいました。寂しくて寂しくてしょうがない。6年前に会ったのが最後で『頑張れよ、せんだ。トラック野郎なんだからな！』と激励されたのが最後の言葉でした」と涙ながらに語った。
東映からは、岡田裕介が「（高倉に続き）また一本の矢が折れました。我が東映は、一丸となり折れない三本目の矢となる決意です」、高岩淡は「あのような俳優さんは二度と出ない。彼が京都で悪戦苦闘してくれたおかげで、東映は任侠映画から実録映画に移行することができた」、菅原主演の『まむしの兄弟シリーズ』を監督した中島貞夫は「監督と役者というより友達の間柄。今年5月に『俺たちも年をとったな』と対談企画が最後になるとは…。ショックだが今はただお疲れさんと言いたい」とそれぞれ追悼した。菅原の付き人を務めていた宇梶剛士は「菅原文太という人は、いつでも弱き者の味方でした」と“芸能界の父親”をしのんだ。このほかには吉永小百合・泉谷しげる・志村けん・小林幸子・はるな愛ら映画やバラエティ番組、CMなどで共演した芸能人や、スポーツ界から王貞治・アントニオ猪木・大久保博元らの追悼が寄せられた。

## 人物
父親としての一言を持ち、「げんこつおやじの会」を立ち上げた。また、若い女性の起用に偏重する近年の日本の芸能、マスメディアの風潮に批判的であり、そのために断る仕事も多かったという。
大阪で誠直也と二人で飲んだ帰り、暗闇で大勢の怖い人たちに囲まれたが、あまりに落着きすぎて相手がビビり、退散してしまったという。

## 家族
妻は菅原のマネージャーも務めた。
長男は菅原加織。他に娘が2人いる。
長男の加織には2001年10月24日午前1時すぎに踏切事故で先立たれてしまった。
菅原の死後、生前に交流のあった社会福祉法人・こころの家族理事長の尹基が、菅原は尊敬する俳優であるポール・ニューマンの影響で韓国の孤児院「木浦共生園」に入所していた女児の双子である孤児の里親になった事実を明かしている。菅原の養子となった双子の女児はその後、大学を卒業後に就職したのち結婚し、出産して母親となったという。

## 交友
三船敏郎を尊敬し「富士山のような存在」と賞賛していた。鶴田浩二とも共演が多かった。安藤昇とは、渋谷で交友を重ね、一緒に松竹入りしている。渥美清とは偶然、本屋で会っている。若山富三郎については「殴られたり散々されたけど、俺はやはりあの人が好きだった」と語っている。勝新太郎とは、『海軍横須賀刑務所』で唯一の共演を果たしている。石原裕次郎とは同時期にデビューしたが共演経験は無い。兄の石原慎太郎を「ボケ老人だね、アイツ。」と晩年は評した。
井上ひさしとは同じ高校の先輩後輩で親友であり、代表作「吉里吉里人」の映画化権を預かっていて、菅原自身が自らのプロデュースで映画化すべく奔走していたが、実現することなく死去した。また、晩年の野村秋介と交流があり『ドキュメント 風と拳銃 野村秋介の荒野』で映像証言をしている。

## エピソード

### 仁義なき戦い
演出した深作欣二の臨終を親族と共に看取っており、葬儀では弔辞を読んだ。公開直後には自宅に少年が訪ねて来て「おやじさん、山守は絶対、俺が撃ってきますけん」と言うので「ありがとう、まあ、ラーメンでも食いに行こう」と連れ出して説得して帰ってもらった。撮影中にも広島のヤクザ・不良から、道を譲ってもらったりして大変世話になったが、後に山口組の納会に出席していたのを「FOCUS」に撮られ、写真入りで報道された。2014年12月原作者の飯干晃一はこの時の菅原を、「ヤクザの広告塔に利用されている」とワイドショーでコメントしている。
2005年（平成17年）の第44回衆議院議員総選挙では広島6区（尾道市ほか）に立候補した国民新党の亀井静香の応援に登場。亀井の唱える農業政策等を支持し、同じ選挙区に立候補した堀江貴文を批判、「向こう（堀江陣営）は仁義なき戦いをしているが、こちらは仁義ある戦いをしましょう」と亀井を激励した。その甲斐あってか、亀井は堀江を破って当選を果たした。
NHK大河ドラマにも主演し、他に主演映画もたくさんあるのに菅原文太＝『仁義なき戦い』と見なされることにうんざりしていたといわれる。しかし晩年になって心境に変化が起き、最後に公の場に姿を見せた2014年11月1日（土曜日）の沖縄知事選では、翁長雄志陣営で応援演説を行い、『仁義なき戦い』ラストシーンの名セリフを引用して、「仲井真さん、弾はまだ一発残っとるがよ」と述べた。大歓声に包まれ、文太は最後のステージを降りた。訃報が流れたのは27日後だった。

### 歌
1989年（平成元年）11月15日、『夜のヒットスタジオSUPER』に出演。翌週の11月21日には『歌謡パレード』にも出演し、いずれも生放送で『港の男歌』を熱唱した。『夜ヒット』ではオープニングメドレーで米米CLUBの『sûre danse』を「歌詞の朗読」という形で歌唱している。

### バラエティー番組
1978年（昭和53年）12月9日放送の『8時だョ!全員集合』に出演したこともあり、1993年（平成5年）10月21日放送の『ダウンタウンDX』の第1回にもゲスト出演している。2005年（平成17年）4月7日放送の『クイズ$ミリオネア』では、田中康夫のサポーターとして出演した。2003年（平成15年）3月10日には『SMAP×SMAP』の「BISTRO SMAP」にも『わたしのグランパ』の宣伝で出演している。

### その他
- 司裕介や菅田俊、宇梶剛士、プロレスラーのジョージ高野、新崎人生は元付き人だった。
- 1991年4月から1992年3月までの1年間、自由の森学園の理事長を務めている。これは長男の菅原加織が一期生で、初代の父母会長を務めた縁によるものである。
- 漫画のONE PIECEに登場する海軍本部元帥（元・大将）「赤犬（本名・サカズキ）」は、「仁義なき戦い」の頃の菅原をモデルとしたキャラクターである[55][† 8]。また、2012年には菅原の妻が作者の尾田栄一郎に八味唐辛子のパッケージデザインを依頼した[† 9]。
- 明石家さんまは自他ともに認める菅原の大ファン。『仁義なき戦い』第一作の土居組組長を射殺するシーンが特に好きで、「冷たい雨の中、肩をすぼめて眉間に皺を寄せ、煙草を吹かし標的を待つシーンをよく真似た」と語っている。「高校時代『夜桜銀次』と呼ばれていたんですよ」と菅原本人に見栄を張ったことも。まだ若手だった頃に空港で菅原に会い、サインを頼んだところ「俺が代わりに欲しいくらいだよ」と言われた話は、後年さんまが何度も披露している。ビートたけし曰く「その話は百回以上聞いた」との事。1997年12月28日放送の『たけし・さんまの有名人の集まる店』には菅原がゲスト出演している。
- 2012年にアニメーション映画『おおかみこどもの雨と雪』に農家を営む韮崎役で出演しているが、苗字である「韮崎」の元ネタは菅原が山梨県韮崎市で農業を営んでいることに因んでおり、韮崎の顔も菅原を模したキャラクターデザインになっている。また、当作は菅原の遺作にもなった。
- 自民党議員や著名人との会食中、武藤貴也が「法律を改正し、自衛隊を送り、武力を以てしても、中国船舶を追い返し、国土（尖閣諸島）を守らなくてはいけない。これでは、日本の名誉が損なわれる」と発言したのに対して「君が行くのか。そこで一発でも銃弾が飛んだら戦争に発展し自衛官の命が失われる。それでもいいのか？　名誉など後でいくらでも取り返せるが人命はそうは行かない。君は何も分かっていないんだ。帰れ」と一喝。武藤は席を立ってそのまま戻らなかったという[56]。

## 出演作品

### 映画
太字は主演作品

#### 劇団時代
- 哀愁の街に霧が降る（1956年、東宝） - 学生中川 ※映画デビュー作

#### 新東宝時代
- 白線秘密地帯（1958年、新東宝） - 伍東
- 女王蜂の怒り（1958年、新東宝） - 譲次
- 猛吹雪の死闘（1959年、新東宝） - 菅野欣也
- 海女の化物屋敷（1959年、新東宝） - 野々宮刑事 ※初主演作
- 狂った欲望（1959年、協和プロ / 新東宝） - 天野先生
- 九十九本目の生娘（1959年、新東宝） - 阿部政之
- 大学の御令嬢（1959年、新東宝） - 安西満也
- 女奴隷船（1960年、新東宝） - 須川
- 爆弾を抱く女怪盗（1960年、新東宝） - 朝倉伸男
- 美男買います（1960年、新東宝） - 津村友彦
- 太平洋戦争 謎の戦艦陸奥（1960年、新東宝） - 松本中尉
- 黒い乳房（1960年、新東宝） - 谷口弘
- 皇室と戦争とわが民族（1960年、新東宝） - 上原大尉
- 女獣（1960年、新東宝） - 杉山正一
- 裸の谷間（1960年、新東宝） - 朝吹伸吉
- 男の世界だ（1960年、新東宝） - 菅原俊夫
- 暴力五人娘（1960年、新東宝） - 南条和彦
- 恋愛ズバリ講座 第二話 弱気（1961年、新東宝） - 会社員
- 風流滑稽譚 仙人部落（1961年、新東宝） - 奈良山大吉
- 湯の街姉妹（1961年、新東宝） - 会社員真二

#### 松竹時代
- 三味線とオートバイ（1961年、松竹） - 健二
- 学生重役（1961年、松竹） - 木山茂
- 男の歌（1962年、松竹） - 三枝
- 京子の初恋 八十八夜の月（1962年、松竹） - 石川
- 大笑い次郎長一家 三ン下二挺拳銃（1962年、東宝） - 伊集院蔵人
- 学生芸者 恋と喧嘩（1962年、松竹） - 週刊誌吉田記者
- 東京さのさ娘（1962年、松竹） - 佐藤健一
- 空と海の結婚（1962年、松竹） - 大須賀昌三
- 若いやつ（1963年、松竹） - 六造
- 河内の風より あばれ太鼓（1963年、松竹） - 鉄
- 残酷の河（1963年、松竹） - 彦市
- 死闘の伝説（1963年、松竹） - 鷹森剛一
- 港に消えたあいつ（1963年、松竹） - 西山雄二
- 見上げてごらん夜の星を（1963年、松竹） - 三輪
- 色ぼけ欲ぼけ物語（1963年、松竹） - 川田刑事
- 駆逐艦雪風（1964年、松竹） - 山川技術少佐
- 続・道場破り 問答無用（1964年、松竹） - 吉岡進之助
- 香華（1964年、松竹） - 杉浦
- 太陽を抱く女（1964年、松竹） - 細川八郎
- 孤独（1964年、松竹） - 槙
- さまざまの夜（1964年、松竹） - 堀田
- にっぽんぱらだいす（1964年、松竹） - 友情出演
- 夜の片鱗（1964年、松竹） - ヤクザ・田村
- 明日の夢があふれてる（1964年、松竹） - 信夫
- 母の歳月（1965年、松竹） - 刑事
- 馬鹿っちょ出船（1965年、松竹） - 久保島安雄
- 血と掟（1965年、松竹） - 尾形敬
- 青雲やくざ（1965年、松竹） - 浅岡辰雄
- 逃亡と掟（1965年、松竹） - 井上社長
- 続青雲やくざ 怒りの男（1965年、松竹） - 子分浅岡
- ハイウェイの王様（1965年、松竹） - 伊木達雄
- 侠勇の花道 ドス（1966年、松竹） - 秋原実
- 顔を貸せ（1966年、松竹） - 荒川
- 炎と掟（1966年、松竹） - 大津
- 男の魂（1966年、松竹） - 島崎俊也
- 空いっぱいの涙（1966年、松竹） - 榊
- 紀ノ川（1966年、松竹） - 教官
- 男の顔は履歴書（1966年、松竹） - 徐延福
- 阿片台地 地獄部隊突撃せよ（1966年、松竹） - 秋田大尉
- 神火101 殺しの用心棒（1966年、松竹） - 超
- シンガポールの夜は更けて（1967年、松竹） - バーテン丁
- 宴（1967年、松竹） - 栗原中尉
- 恋をしようよ カリブの花（1967年、松竹） - 弘松
- 人妻椿（1967年、松竹） - 近藤

#### 東映時代以降
- 網走番外地 吹雪の斗争（1967年、東映） - 蝮
- 極道シリーズ（東映）
  - 極道（1968年） - 佐々木俊也
  - 兵隊極道（1968年） - 庖丁
  - 旅に出た極道（1969年） - 浅井保
  - 極道兇状旅（1970年） - 和泉辰也
  - 極道罷り通る（1972年） - 石堂常男
  - 極道VSまむし（1974年） - ゴロ政
- 前科者（1968年、東映） - 高山
- 怪猫 呪いの沼（1968年、東映） - 柴山右近
- 極悪坊主シリーズ（東映） - 了達
  - 極悪坊主（1968年）
  - 極悪坊主 人斬り数え唄（1968年）
  - 極悪坊主 念仏人斬り旅（1969年）
  - 極悪坊主 念仏三段斬り（1970年）
  - 極悪坊主 飲む打つ買う（1971年）
- 兄弟仁義 逆縁の盃（1968年、東映） - 中井信吾
- ごろつき（1968年、東映） - 山川一郎
- 緋牡丹博徒シリーズ（東映）
  - 緋牡丹博徒 一宿一飯（1968年） - 白石
  - 緋牡丹博徒 お竜参上（1970年） - 青山常次郎
  - 緋牡丹博徒 仁義通します（1972年） - 北橋周平
- 博徒列伝（1968年、東映） - 政吉
- 不良番長シリーズ（東映）
  - 不良番長 猪の鹿お蝶（1969年） - 八代敬
  - 不良番長 練鑑ブルース（1969年） - 重光史郎
  - 不良番長 送り狼（1969年） - 西条文男
  - 不良番長 王手飛車（1970年） - 滝川雄平
  - 不良番長 一穫千金（1970年） - 桐原重男
  - 不良番長 暴走バギー団（1970年） - 五木勝
  - 不良番長 口から出まかせ（1970年） - 武田圭三
  - 不良番長 やらずぶったくり（1971年） - 伊吹信次
- 現代やくざシリーズ（東映）
  - 現代やくざ 与太者の掟（1969年） - 勝又五郎 ※東映初主演作
  - 現代やくざ 与太者仁義（1969年） - 勝又五郎
  - 新宿の与太者（1970年） - 勝又五郎
  - 現代やくざ 盃返します（1971年） - 関根辰次
  - 現代やくざ 血桜三兄弟（1971年） - 小田武
  - 現代やくざ 人斬り与太（1972年） - 沖田勇
- 懲役三兄弟（1969年、東映） - 矢口辰夫
- 日本暴力団 組長（1969年、東映） - 風間努
- やくざ刑罰史 私刑（1969年、東映） - 般若の常
- 組織暴力 兄弟盃（1969年、東映） - 木島直次郎
- 女親分 喧嘩渡世（1969年、東映） - 北橋修一
- ごろつき部隊（1969年、東映） - 人見中尉
- 日本暗殺秘録（1969年、東映） - 朝日平吾
- 関東テキヤ一家シリーズ（東映） - 国分勝
  - 関東テキヤ一家（1969年）
  - 関東テキヤ一家 喧嘩仁義（1970年）
  - 関東テキヤ一家 天王寺の決斗（1970年）
  - 関東テキヤ一家 喧嘩火祭り（1971年）
  - 関東テキヤ一家 浅草の代紋（1971年）
- 現代任侠道 兄弟分（1970年、東映） - 五十嵐勝
- 血染の代紋（1970年、東映） - 郡司健策
- 新兄弟仁義（1970年、東映） - 新井竜太郎
- 日本ダービー 勝負（1970年、東映） - 前川長太
- 戦後秘話 宝石略奪（1970年、東映） - 山田慎一
- 日本女侠伝 鉄火芸者（1970年、東映） - 小林勇吉
- 博徒仁義 盃（1970年、東映） - 雷神の直次
- 喜劇 ギャンブル必勝法（1970年、東映） - 雀士
- 最後の特攻隊（1970年、東映） - 佐竹少尉
- 人斬り観音唄（1970年、東映） - 了達
- すいばれ一家 男になりたい（1971年、東映） - 風間健三
- まむしの兄弟シリーズ（東映） - 政太郎（ゴロ政）
  - 懲役太郎 まむしの兄弟（1971年）
  - まむしの兄弟 お礼参り（1971年）
  - まむしの兄弟 懲役十三回（1972年）
  - まむしの兄弟 傷害恐喝十八犯（1972年）
  - まむしの兄弟 刑務所暮し四年半（1973年）
  - まむしの兄弟 恐喝三億円（1973年）
  - まむしの兄弟 二人合わせて30犯（1974年）
  - 極道VSまむし（1974年）
  - まむしと青大将（1975年）
- 女渡世人 おたの申します（1971年、東映） - 音羽清太郎
- 喜劇 トルコ風呂王将戦（1971年、東映） - 浅井省吾
- 関東兄弟仁義 仁侠（1971年、東映） - 高崎太一郎
- 悪親分対代貸（1971年、東映） - 村瀬半次郎
- 日本女侠伝 激斗ひめゆり岬（1971年、東映） - 中上鉄
- 不良街（1972年、東映） - 杉隆三
- 関東緋桜一家（1972年、東映） - 由次郎
- 木枯し紋次郎（1972年 東映） - 紋次郎
- 温泉スッポン芸者（1972年、東映） - 笹沢の子分
- 博奕打ち外伝（1972年、東映） - 江川鉄次
- 木枯し紋次郎 関わりござんせん（1972年、東映） - 紋次郎
- やくざと抗争（1972年、東映） - 梅津
- 人斬り与太 狂犬三兄弟（1972年、東映） - 権藤勝男
- 緋ぢりめん博徒（1972年、東映） - 佐倉政之進
- 仁義なき戦いシリーズ（東映） - 広能昌三
  - 仁義なき戦い（1973年）
  - 仁義なき戦い 広島死闘篇（1973年）
  - 仁義なき戦い 代理戦争（1973年）
  - 仁義なき戦い 頂上作戦（1974年）
  - 仁義なき戦い 完結篇（1974年）
- やくざ対Gメン 囮（1973年、東映） - 李忠信
- 山口組三代目（1973年、東映） - 大長八郎
- 海軍横須賀刑務所（1973年、東映） - 滝川雄平
- 学生やくざ（1974年、東映） - 本間源吉
- 暴力街（1974年、東映） - ギザゴロの辰
- 山口組外伝 九州進攻作戦（1974年、東映） - 夜桜銀次
- ルバング島の奇跡 陸軍中野学校（1974年、東映） - 滝口泰
- あゝ決戦航空隊（1974年、東映） - 小園安名
- 実録飛車角 狼どもの仁義（1974年、東映） - 石黒彦市
- 安藤組外伝 人斬り舎弟（1974年、東映） - 日向謙
- 新仁義なき戦いシリーズ（東映）
  - 新仁義なき戦い（1974年） - 三好万亀夫
  - 新仁義なき戦い 組長の首（1975年） - 黒田修次
  - 新仁義なき戦い 組長最後の日（1976年） - 野崎修一
- 大脱獄（1975年、東映） - 国岩邦造
- 県警対組織暴力（1975年、東映） - 久能徳松
- トラック野郎シリーズ（東映） - 星桃次郎
  - トラック野郎・御意見無用（1975年）
  - トラック野郎・爆走一番星（1975年）
  - トラック野郎・望郷一番星（1976年）
  - トラック野郎・天下御免（1976年）
  - トラック野郎・度胸一番星（1977年）
  - トラック野郎・男一匹桃次郎（1977年）
  - トラック野郎・突撃一番星（1978年）
  - トラック野郎・一番星北へ帰る（1978年）
  - トラック野郎・熱風5000キロ（1979年）
  - トラック野郎・故郷特急便（1979年）
- 神戸国際ギャング （1975年、東映） - 大滝健三
- 横浜暗黒街 マシンガンの竜（1976年、東映） - 矢吹竜太
- バカ政ホラ政トッパ政（1976年、東映） - 橋本政人
- やくざ戦争 日本の首領（1977年、東映） - 石見栄三
- 新宿酔いどれ番地 人斬り鉄（1977年、東映） - 権藤鉄治
- 日本の仁義（1977年、東映） - 須藤武男
- ボクサー（1977年、東映） - 隼謙次
- 日本の首領 野望篇（1977年、東映） - 天坊信助
- 犬笛（1978年、三船プロダクション / 東宝） - 秋津四郎
- 日本の首領 完結篇（1978年、東映） - 川西明
- ダイナマイトどんどん（1978年、大映 / 東映配給） - 遠賀川の加助
- 総長の首（1979年、東映） - 八代順二
- 黄金の犬（1979年、松竹） - ダンプの運転手
- 太陽を盗んだ男（1979年 キティ・フィルム・コーポレーション、東宝） - 山下満州男警部
- 堕靡泥の星 美少女狩り（1979年、にっかつ） - 星桃次郎（友情出演）
- 青春の門（1981年、東映） - 伊吹重蔵
- ちゃんばらグラフィティー 斬る!（1981年、東映）
- 炎のごとく（1981年、大和新社 / 東宝） - 仙吉
- 誘拐報道（1982年、東映） - 光宗パイロット
- 制覇（1982年、東映） - 三代目谷口組若頭 河上剛二
- 修羅の群れ（1984年、東映） - 井沢輝一
- ビルマの竪琴（1985年、東宝） - 三角山守備隊隊長
- ザ・サムライ（1986年、東映） - 風来坊（友情出演）
- 鹿鳴館（1986年、東宝） - 影山悠敏伯爵
- 映画女優（1987年、東宝） - 溝内健二
- 黒いドレスの女（1987年、東宝） - 庄司
- つる -鶴-（1988年、東宝） - 鼻把の長者
- YAWARA!（1989年、東宝） - 猪熊虎滋郎
- マイフェニックス（1989年、東宝） - 篠村監督
- 開港風雲録 YOUNG JAPAN（1989年、東宝） - 永井玄藩
- リメインズ 美しき勇者たち（1990年、松竹） - 嘉助
- 信号ばか（1990年、菅田事務所） - 山中有三
- カンバック（1990年、松竹） - 評論家
- 鉄拳（1990年 荒戸源次郎事務所 / 松竹） - 中本誠次
- 撃てばかげろう（1991年、東映） - 諸沢修次
- JINGI 仁義（1991年、東映） - 村岡医師（特別出演）
- 奇跡の山 さよなら、名犬平治（1992年、東宝） - 谷口清三（特別出演）
- 民暴の帝王（1993年、東映） - 灰原剛
- 首領を殺った男（1994年、東映） - 千承会組長・駒崎
- やくざ道入門（1994年、バンダイビジュアル） - 清水次郎長五代目（田辺金吾）
- 斬り込み（1995年、イメージファクトリー・アイエム） - 辰巳仙吉(深川 冨辰組組頭、祐吉の実父)
- 修羅がゆく（1995年、ヒーロー） - 安藤医師（第1作でのゲスト出演）
- 南の島に雪が降る（1995年、リバース） - 1995年の須藤
- 傷だらけの天使（1997年、松竹） - 倉井錠治
- 日本極道史 野望の軍団（1999年、ミュージアム） - 皆川誠太郎
- どら平太（2000年、日活） - 大河岸の灘八
- 修羅の群れ（2002年、ミュージアム） - 九道会会長 九道見治
- わたしのグランパ（2003年、東映） - 五代謙三 ※最後の主演作（原作は筒井康隆）
- 猿飛佐助 闇の軍団（2004年、シネマパラダイス） - 徳川家康
- 春夏秋冬そして春（2005年、韓国映画）- 老師（吹替）
- 新・影の軍団 最終章 服部半蔵最期の戦い（2005年、シネマパラダイス）- 徳川家康
- 妖怪大戦争（2005年、松竹） - 稲生俊太郎
- バッテリー（2007年、東宝） - 井岡洋三
- 県警強行殺人班 鬼哭の戦場（2007年、ジャパン・アート） - ナレーション
- 地球でたったふたり（2008年、彩プロ） - 谷田の親父

### テレビドラマ
- 〆て七貫（1964年、TBS / 松竹）
- 虹の設計（1964年、NHK）
- 武田信玄（1966年、日本テレビ）
- 新吾十番勝負 第20話「二十七人の刺客」（1967年、TBS / 松竹テレビ室）- 宇都宮玄馬
- 神州天馬侠 （1967年、ABC / 松竹テレビ室）- 可児才蔵
- 待っていた用心棒 第20話「遠い国からの客」（1968年、NET / 東映） - 赤堀政明
- 新選組（1973年、フジテレビ） - 桂小五郎
- 長谷川伸シリーズ（1973年、NET）
  - 「髭題目の政」（主人公・政）
  - 「刺青寄偶」（主人公）
- 大河ドラマ（NHK）
  - 獅子の時代（1980年） - 主演・平沼銑次
  - 武田信玄（1988年） - 板垣信方
  - 徳川慶喜（1998年） - 徳川斉昭
  - 元禄繚乱（1999年） - 細川越中守綱利
  - 利家とまつ〜加賀百万石物語〜（2002年） - 前田利昌
- 悪党狩り 第1話「地獄の道中手形」（1980年、東京12チャンネル / 松竹 / 藤映像コーポレーション） - 長春
- 警視庁殺人課（1981年、テレビ朝日） - 主演・警視庁殺人課長五代尭警部
- 幸福の黄色いハンカチ（1982年、TBS） - 主演・島勇作
- 火曜サスペンス劇場（日本テレビ）
  - たそがれに標的を撃て（1982年1月5日） - 矢崎警部補
  - 小京都ミステリー11・伊予夢芝居殺人事件（1994年3月15日） - 小山錦四郎
  - アリバイの穴（1997年1月28日） - 花岡冬十
- ビゴーを知っていますか（1982年、NHK） - 中江兆民
- 銀河テレビ小説（NHK）
  - パパ スカートはいてよ（1983年） - 竹井和夫
- 中卒・東大一直線 もう高校はいらない!（1984年、TBS） - 磯田浩
- 輝きたいの（1984年、TBS） - 水口幸次
- 水曜ロードショー（日本テレビ）
  - 法医学教室の午後（1985年6月12日） - 新島良一
- 金曜ロードショー（日本テレビ）
  - 法医学教室の長い一日（1986年11月7日） - 新島
- 武蔵坊弁慶（1986年、NHK） - 源頼朝
- ドラマ女の手記「激写狩人フォトハンター ～ある女性カメラマンの手記～」（1986年10月6日、テレビ東京） - 宮田剛介
- 傑作時代劇 （1987年、テレビ朝日）
  - 第6話「へそまがり新左 嫁姑、婿とり合戦」
  - 第10話「しぶとい連中 美人母子の偽装心中」
- 水曜グランドロマン「バラ」（1988年11月9日、日本テレビ） - 坂本浩平
- スペインロマンチック熟年旅行 見つめあう人生!妻は夫に何を見たか!?（1989年10月17日、テレビ朝日） - 菊地和夫
- 荷物のない旅人（1990年 関西テレビ） - 今井敬助
- 戦艦大和（1990年、フジテレビ）- 宇垣纏
- 北の国から'92巣立ち（1992年、フジテレビ） - タマコの叔父
- 往診ドクターの事件カルテ 第6話「刑事、涙の贈物」（1992年、テレビ朝日）- 八木沢元
- 世にも奇妙な物語 真夏の特別編「ガード下の出来事」（1993年、フジテレビ） - 主演・男
- ドラマ新銀河（NHK）
  - ゆっくりおダイエット（1994年）- 中山正則 役
- 警部補 古畑任三郎 第12回「最後のあいさつ」（1994年6月29日、フジテレビ） - 小暮音次郎警視
- 家康が最も恐れた男 真田幸村（1998年、テレビ東京） - 玄斉
- 先生知らないの?（1998年、TBS）- 金沢隆輔
- 赤穂浪士（1999年、テレビ東京） - 大石無人
- 天涯の花（1999年、NHK） - 白塚国太郎
- 晴れ着ここ一番（2000年、NHK） - 藤森克美
- 高原へいらっしゃい（2003年、TBS） - 小池雄一郎
- 4TEEN フォーティーン（2004年、WOWOW） - 赤坂一真
- NHK土曜ドラマ ハゲタカ（2007年、NHK） - 大木昇三郎
- 白旗の少女（2009年、テレビ東京）- 安盛

### 舞台
- 間奏曲（1954年、劇団四季 飛行館ホール） - 首斬り役人I 役
- K2 ハロルドとテイラー（1983年 - 1984年、サンシャイン劇場） - ハロルド 役
- 櫂（1986年、新橋演舞場） - 富田岩伍 役
- 元禄御畳奉行の日記（1986年、中日劇場）
- ザ・スティング（1990年 - 1991年、Bunkamura シアターコクーン） - ゴンドーフ 役
- 旅人 国定龍次（1990年、中座） - 国定龍次 役
- 半七捕物帳（1998年、御園座） - 半七 役

### テレビアニメ
- サムライジャック（2002年 - 2003年、2005年 - 2006年、カートゥーン ネットワーク） - アク
- 雪の女王（2005年 - 2006年、NHK） - べー

### 劇場アニメ
- しろくまくん、どこへ?（1990年、東宝） - ナレーション
- 千と千尋の神隠し（2001年、東宝） - 釜爺[57]
- 良寛さん（2004年、シネマとうほく） - 主演・良寛さん
- ゲド戦記（2006年、東宝） - ハイタカ（ゲド）[58]
- おおかみこどもの雨と雪（2012年、東宝） - 韮崎のおじいちゃん [59]

### ゲーム
- 爆走デコトラ伝説2 男人生夢一路（1999年12月16日） - 監修、ゲーム内ボイス
- ディシディア ファイナルファンタジー（2008年12月18日） - ナレーション
- ディシディア デュオデシム ファイナルファンタジー（2011年3月3日） - ナレーション

### ラジオ
- 菅原文太 ホーホーふくろう（ニッポン放送、2003年）
  - 菅原文太 ホーホーふくろう 日本人の底力（ニッポン放送、2004年）
- 菅原文太 日本人の底力（ニッポン放送、2005年 - ） ※対話集として『六分の侠気四分の熱』が刊行

### バラエティ
- さんまのまんま（1988年4月11日、関西テレビ）
- ダウンタウンDX 第1回ゲスト（1993年10月21日、読売テレビ）
- たけし・さんまの有名人の集まる店（1997年12月28日、フジテレビ）
- チャンスの殿堂!（1999年、TBS） - レギュラー
- 菅原文太の中国ロマン紀行（日本テレビ）
- 菅原文太の熱情エッセイ よう!元気かい?ニッポンの米よ（2001年1月27日放送／東北放送〜TBS系列）
- にっぽん紀行（2010年8月25日、NHK総合）- 案内人
- 日本人は何を考えてきたのか 第2回（2012年1月15日、NHK Eテレ）

### CM
- 日産自動車・ブルーバード1600（510型）（1968年）
- 大鵬薬品工業「チオビタ・ドリンク」
- 朝日ソーラー ※『朝日ソーラーじゃけん』のフレーズで有名
- 日本水産（現・ニッスイ）「シーディッシュ」

- キリンビール「キリンラガービール」
- サントリー
  - サントリーホワイト（1982年）
  - ホップス（1995年）

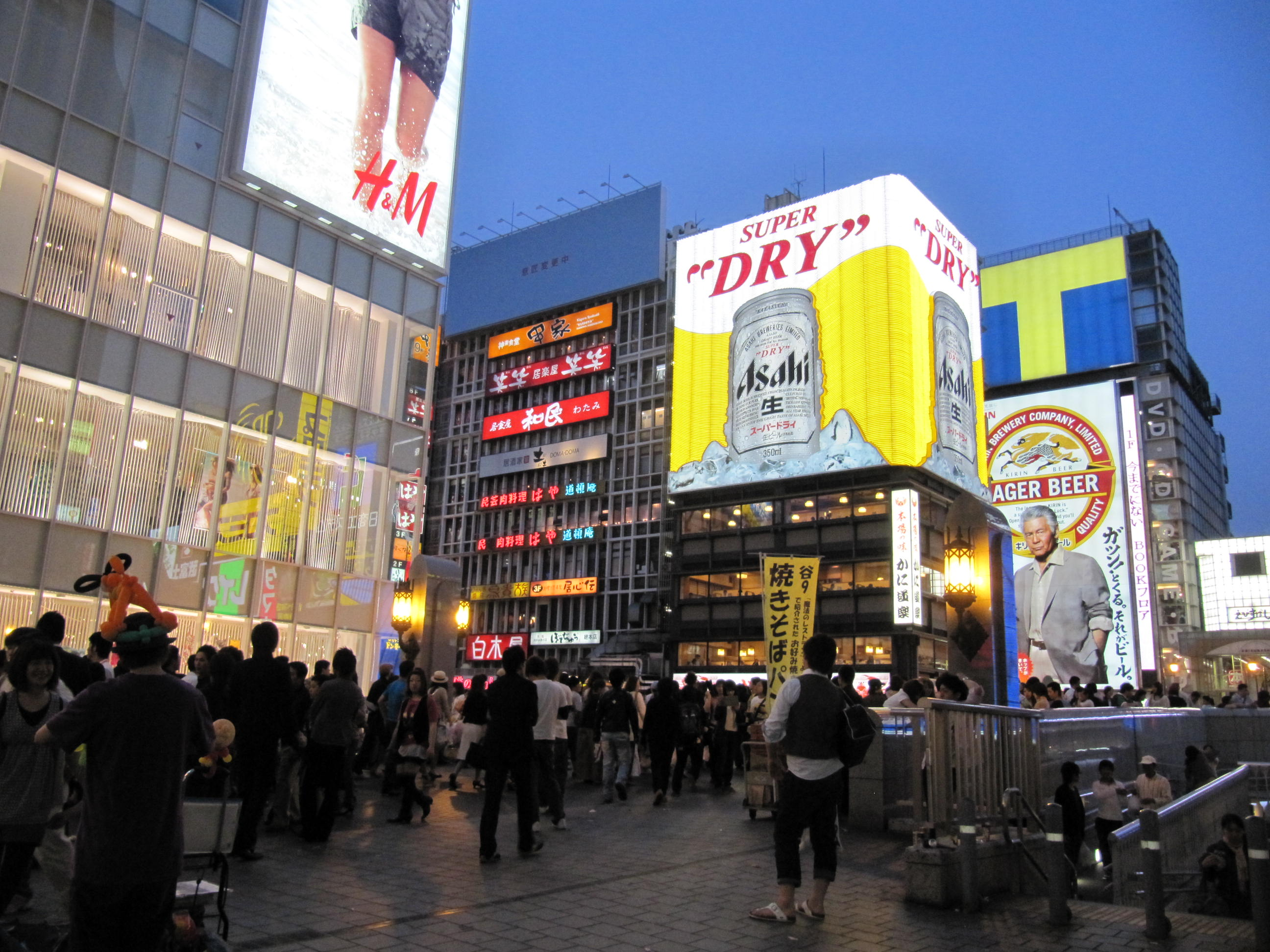
2010年

- スズキ・キャリイ(11代目) ※生前最後のCM出演となった。
- 大正製薬「蚊とりマット」「ゴキブリゾロゾロ」
- 東京海上「自動車保険TAP(1998年）」少しでも安い自動車保険に入ろうとする息子に「事故ったことあるのか？」と語りかけ、保険を使ったことのないであろう息子に保険は事故後の対応が重要だと伝える東京海上保険
- 東建コーポレーション ※菅原出演のCMが放送されていたが、追悼の意も込めて2014年12月末まで差替なしで継続して放送された
- パストール
- 松下電器産業「ナショナル冷蔵庫・ザ・スリム」※『時代はパーシャル』のフレーズで有名
- 本田技研工業「アスコット」（初代）イメージキャラクター（キャッチコピー「Aセダンで行こう」）
- マルコメ
- ミスタービルド
- 宮城米

### Vシネマ
- ビッグボス BIG BOSS（1992年 東映ビデオ） - 堂島 ※東映Vシネマ2周年記念作品で、息子の菅原加織と共演
- 復讐は俺がやる DISTANT JUSTICE（1992年 東映ビデオ） - 結城亮一 ※東映Vアメリカ作品で、総製作費5億円をかけたアクション大作
- 日本極道史 野望の軍団（1999年、ミュージアム）全4作 - 皆川誠太郎（陣場組顧問）
- 広島やくざ戦争（2000年） - 澤井（和彦の父親、元極道）
  - 実録・広島やくざ戦争（2000年）
  - 広島やくざ戦争 完結編（2000年）
- 日本抗争烈島 牙の如く（2001年）- 津久井要蔵

## ディスコグラフィ

### シングル
| 発売日           | 面               | タイトル                                                | 作詞                          | 作曲                    | 編曲                                      | 規格             | 規格品番         |
| テイチクレコード | テイチクレコード | テイチクレコード                                        | テイチクレコード              | テイチクレコード        | テイチクレコード                          | テイチクレコード | テイチクレコード |
| ---------------- | ---------------- | ------------------------------------------------------- | ----------------------------- | ----------------------- | ----------------------------------------- | ---------------- | ---------------- |
| 1969年11月       | A                | 関東テキヤブルース                                      | 菅原文太                      | 菊池俊輔                | 菊池俊輔                                  | EP               | A-53             |
| 1969年11月       | B                | 親不孝のブルース（与太者のブルース）                    | もず昌平                      | 山室敏男                | 山倉たかし                                | EP               | A-53             |
| 1970年12月       | A                | 新宿（じゅく）の与太者                                  | 菅原文太 鈴木則文             | 島豊                    | 島豊                                      | EP               | A-65             |
| 1970年12月       | B                | いくじなしめのブルース                                  | はゞたこう                    | 吉沢吉太郎 補：山岡鉄舟 | 池田孝                                    | EP               | A-65             |
| 日本コロムビア   |                  |                                                         |                               |                         |                                           |                  |                  |
| 1972年           | A                | 無職渡世                                                | 中島貞夫                      | すぎやまこういち        | すぎやまこういち                          | EP               | LL-10203-J       |
| 1972年           | B                | 赦免花は散った                                          | 監修：笹沢左保 脚本：中島貞夫 | 音楽：木下忠司          | 音楽：木下忠司                            | EP               | LL-10203-J       |
| 1974年6月25日    | A                | 吹き溜りの詩。                                          | 池田充男 深作欣二             | 曽根幸明                | 小谷充                                    | EP               | SN-1400          |
| 1974年6月25日    | B                | 「仁義なき戦い」の果てに ー死にそこねた男のモノローグー | 深作欣二                      | 曽根幸明                | 小谷充                                    | EP               | SN-1400          |
| 1974年           | A                | 命半分ある限り                                          | 浜口庫之助                    | 浜口庫之助              | 小杉仁三                                  | EP               | SN-1432          |
| 1974年           | B                | 闇夜の唄                                                | 浜口庫之助                    | 浜口庫之助              | 小杉仁三                                  | EP               | SN-1432          |
| 東芝EMI          |                  |                                                         |                               |                         |                                           |                  |                  |
| 1975年10月1日    | A                | ニポポ                                                  | 剱持貴司                      | 松木優晴                | 松木優晴                                  | EP               | TP-20177         |
| 1975年10月1日    | B                | 壁                                                      | 麻生啓介                      | 四方章人                | 松木優晴                                  | EP               | TP-20177         |
| 1975年12月20日   | A                | 一番星ブルース                                          | 阿木燿子                      | 宇崎竜童                | ダウン・タウン・ブギウギ・バンド 松木優晴 | EP               | TP-20210         |
| 1975年12月20日   | B                | 文太のひとり寝の子守唄                                  | 加藤登紀子                    | 加藤登紀子              | 松木優晴                                  | EP               | TP-20210         |
| 1975年           | A                | トラック音頭                                            | 檪文平                        | 清野友英                | 斉藤恒夫                                  | EP               | TP-10033         |
| 1975年           | B                | おもかげ                                                | 檪文平                        | 清野友英                | 斉藤恒夫                                  | EP               | TP-10033         |
| 日本コロムビア   |                  |                                                         |                               |                         |                                           |                  |                  |
| 1977年           | A                | 新宿酔いどれ番地                                        | 石本美由紀                    | 市川昭介                | 小杉仁三                                  | EP               | AK-33            |
| 1977年           | B                | 貴様                                                    | 石本美由紀                    | 市川昭介                | 小杉仁三                                  | EP               | AK-33            |
| 1977年           | A                | 新宿酔いどれ番地（セリフ入）                            | 石本美由紀                    | 市川昭介                | 小杉仁三                                  | EP               | AK-68            |
| 1977年           | B                | 貴様                                                    | 石本美由紀                    | 市川昭介                | 小杉仁三                                  | EP               | AK-68            |
| 1981年           | A                | 眠れ都会よ                                              | 竜真知子                      | 小林亜星                | 上田力                                    | EP               | AH-65            |
| 1981年           | B                | アーバン・サンライズ                                    | -                             | 小林亜星                | 上田力                                    | EP               | AH-65            |
| CBSソニー        |                  |                                                         |                               |                         |                                           |                  |                  |
| 1989年7月27日    | 1                | 港の男歌                                                | 岡田冨美子                    | 洪信福                  | 石田勝範                                  | EP               | XDSH-93238       |
| 1989年7月27日    | 2                | 望郷                                                    | 望田市郎                      | 石田勝範                | 石田勝範                                  | 8cmCD            | CSDL-3003        |
| 1991年           | 1                | 日本万歳音頭                                            | 東京バナナボーイズ            | 東京バナナボーイズ      | 東京バナナボーイズ                        |                  |                  |
| 1991年           | 2                | 日本万歳音頭（カラオケ）                                | 東京バナナボーイズ            | 東京バナナボーイズ      | 東京バナナボーイズ                        |                  |                  |
| アポロン音楽工業 |                  |                                                         |                               |                         |                                           |                  |                  |
| 1994年5月21日    | 1                | 虎落笛（もがりぶえ）                                    | 山城新伍                      | 岡千秋                  | 池多孝春                                  | 8cmCD            | APDA-110         |
| 1994年5月21日    | 3                | 旅空街道                                                | 不明                          | 岡千秋                  | 池多孝春                                  | 8cmCD            | APDA-110         |

### アルバム
| 発売日        | タイトル | レーベル                         | 規格 | 規格品番   |
| ------------- | --- | -------------------------------- | ---- | ---------- |
| 1974年        | 男の詩 旅立ち 放浪 ※ カバーアルバム（）内がオリジナル歌手。 1. 夕やけこ（唱歌）～語り 2. 人生の並木路（ディック・ミネ）～語り 3. 生れつきのブルース（不詳）～語り 4. 男の裏町（高倉健）～語り 5. 黒の舟唄（野坂昭如） 6. ダンスパーティ―の夜（林伊佐緒） 7. ひとり酒場で（森進一） 8. 夜霧のブルース（ディック・ミネ） 9. カスバの女（エト邦枝) 10. 無情のブルース（鶴田浩二） 11. 裏通り（五木ひろし） | ミノルフォンレコード             | LP   | KC-8011    |
| 2015年1月28日 | 男の詩 旅立ち 放浪 ※ カバーアルバム（）内がオリジナル歌手。 1. 夕やけこ（唱歌）～語り 2. 人生の並木路（ディック・ミネ）～語り 3. 生れつきのブルース（不詳）～語り 4. 男の裏町（高倉健）～語り 5. 黒の舟唄（野坂昭如） 6. ダンスパーティ―の夜（林伊佐緒） 7. ひとり酒場で（森進一） 8. 夜霧のブルース（ディック・ミネ） 9. カスバの女（エト邦枝) 10. 無情のブルース（鶴田浩二） 11. 裏通り（五木ひろし） | 徳間ジャパンコミュニケーションズ | CD   | TKCA-74200 |
| 1975年        | 文太★キンキン / 歌え!!トラック野郎 ※ キンキンとのコラボLPアルバム | 東芝EMI                          | LP   | TP-72189   |
| 2015年8月12日 | 文太★キンキン / 歌え!!トラック野郎 ※ キンキンとのコラボLPアルバム | ユニバーサル ミュージック        | CD   | UPCY-7033  |
| 2008年7月1日  | 菅原文太 ベスト 1. 吹き溜りの詩 2. 闇夜の唄 3. 親不孝ブルース（与太郎のブルース） 4. いくじなしのブルース 5. 命半分ある限り 6. 新宿の与太者 7. 「仁義なき戦い」の果てに 死にそこねた男のモノローグ | テイチクレコード                 | CD   | TFC-676    |

#### コラボ
| 発売日           | 表記             | 面               | タイトル                     | 作詞             | 作曲             | 編曲             | 規格             | 規格品番         |
| テイチクレコード | テイチクレコード | テイチクレコード | テイチクレコード             | テイチクレコード | テイチクレコード | テイチクレコード | テイチクレコード | テイチクレコード |
| ---------------- | ---------------- | ---------------- | ---------------------------- | ---------------- | ---------------- | ---------------- | ---------------- | ---------------- |
| 1974年5月        | 男 / 健・文太    | A1               | 昭和残侠伝「血染めの唐獅子」 |                  |                  | 保科幸雄         | EP               | CF-49            |
| 1974年5月        | 男 / 健・文太    | A2               | 網走番外地「望郷篇」         |                  |                  | 保科幸雄         | EP               | CF-49            |
| 1974年5月        | 男 / 健・文太    | B                | 仁義なき戦い                 |                  |                  | 深作欣二         | EP               | CF-49            |

#### オムニバス・アルバム
- 侠道（東宝レコード、AX-5003）-　若山富三郎、梅宮辰夫、山城新伍、菅原文太の共作。「新宿の与太者」「いくじなしめのブルース」収録。

## 書籍

### 著作
- 対談集『もっと自由にもっと自在に : 菅原文太とサムライたち』学研、1982年12月。ISBN 978-4051003043。NDLJP:12104073。
- 対談集『六分の侠気 四分の熱 菅原文太と24人の男たちそして忠治』（日之出出版、2005年3月）ISBN 978-4891981181
- 対談集『ほとんど人力』（小学館、2013年7月）ISBN 978-4093882903。連載対談「外野の直言、在野の直感」
- 対談集『日本人の底力』（宝島社、2015年11月）ISBN 978-4800248077[61]
- 半藤一利と対談『仁義なき幕末維新 われら賊軍の子孫』（文藝春秋〈文春文庫〉、2017年12月）ISBN 978-4167909871

### 写真集
- 菅原文太―野良犬の怨念（芳賀書店、1974年1月）、大判
- 菅原文太―野良犬の怨念（改訂：シネアルバム(95) 芳賀書店、1982年12月）ISBN 978-4826100953
- 高倉健と菅原文太 ここに漢ありけり（石田伸也編・解説、徳間書店、2015年1月）

## 評伝
- 『現代思想―総特集 菅原文太　反骨の肖像』2015年4月臨時増刊、青土社。論考集
- 坂本俊夫『菅原文太伝　おてんとうさんに申し訳ない』現代書館、2019年5月
- 松田美智子『仁義なき戦い　菅原文太伝』新潮社、2021年。ISBN 978-4-10-306452-7。
  - 『飢餓俳優　菅原文太伝』新潮文庫、2024年11月